# كارلوس بريو سوكاراس
كارلوس بريو سوكاراس (بالإسبانية: Carlos Prío Socarrás)‏ (14 يوليو 1903، باهيا هوندا– 5 أبريل 1977، ميامي)، سياسي كوبي، شغل منصب رئيس كوبا عام 10 أكتوبر 1948، إلى غاية الإطاحة به عن طريق الإنقلاب من قبل فولغينسيو باتيستا بتاريخ 10 مارس 1952.

## وصلات خارجية
- كارلوس بريو سوكاراس على موقع الموسوعة البريطانية (الإنجليزية)
- كارلوس بريو سوكاراس على موقع مونزينجر (الألمانية)